# Courageous (película)
Courageous es una película independiente de drama cristiano, dirigida por Alex Kendrick, producida por Sherwood Pictures y estrenada el 26 de agosto de 2011. Es la cuarta película de Sherwood Pictures, los mismos creadores de Flywheel, Facing the Giants y Fireproof. 
La película fue dirigida por Alex Kendrick, quien coescribió el guion junto a su hermano Stephen Kendrick. Kendrick también es protagonista de la película, junto con Ken Bevel, Kevin Downes, y Tony Stallings. Fue rodada en Albany, Georgia y concluyó en junio de 2010. La película fue comercializada por Sony Previsión Films.
La película trata principalmente sobre la paternidad y la familia, vistas desde una perspectiva de la fe cristiana.

## Premios
Festival de Cine Independiente de San Antonio (2012)
- Mejor película del festival - Ganadora[1]
- Mejor largometraje - Ganadora[1]

Epiphany Prize (2012)
- Película más inspiradora - Ganadora

Grace Award (2012)
- Desempeño más inspirador de películas - Alex Kendrick - Ganador
- Desempeño más inspirador de películas - Robert Amaya - Nominado